# Zhong Hongyan
Zhong Hongyan, född den 29 november 1978 i Tongxiang i Kina, är en kinesisk kanotist.
Hon tog bland annat VM-brons i K-1 500 meter i samband med sprintvärldsmästerskapen i kanotsport 2006 i Szeged.